# Onthophagus verticalis
Onthophagus verticalis är en skalbaggsart som beskrevs av Fahraeus 1857. Onthophagus verticalis ingår i släktet Onthophagus och familjen bladhorningar. Inga underarter finns listade i Catalogue of Life.